# Фрицман фон Лайнинген-Риксинген
Фрицман фон Лайнинген-Риксинген (на немски: Fritzmann von Leiningen-Rixingen; † 1363/1366, fl 1316 – 1366) е граф на Лайнинген-Риксинген.

## Произход
Той е единственият син на граф Жофрид I фон Лайнинген-Харденбург († 1344) и първата му съпруга Агнес фон Оксенщайн († 1321), дъщеря на Ото IV, господар на Оксенщайн († 1298) и Кунигунда фон Лихтенберг († сл. 1310). Племенник е на Емих фон Лайнинген, епископ на Шпайер (1314 – 1328). Полубрат е на граф Емих VI фон Лайнинген-Дагсбург-Харденбург († 1381).

## Фамилия
Фрицман се жени на 16 октомври 1321 г. за Йохана фон Форбах, наследничка на Риксинген (в Лотарингия). Те имат децата:
- Готфрид II († ок. 1380), женен на 10 ноември 1363 г. за маркграфиня Маргарета фон Баден († ок. 1380)
- Якомин, fl 1371